# Euclymene glandularis
Euclymene glandularis är en ringmaskart som först beskrevs av Francis Day 1955.  Euclymene glandularis ingår i släktet Euclymene och familjen Maldanidae. Inga underarter finns listade i Catalogue of Life.